# Centruroides marcanoi
Espèce
Centruroides marcanoi est une espèce de scorpions de la famille des Buthidae.

## Distribution
Cette espèce est endémique d'Hispaniola. Elle se rencontre en République dominicaine dans les provinces de Pedernales, de Barahona et d'Independencia et en Haïti dans le département de l'Ouest.

## Étymologie
Cette espèce est nommée en l'honneur d'Eugenio de Jesus Marcano Fondeur.

## Publication originale
- Armas, 1981 : « El genero Centruroides Marx, 1889 (Scorpiones: Buthidae), en Bahamas y Republica Dominicana. » Poeyana, no 223, p. 1-21.